# Иван Дибич Забалкански
Иван Дибич Забалкански (13. мај 1785 – 10. јун 1831) је био руски фелдмаршал.

## Биографија
У периоду од 1805. до 1807. учествовао је у Наполеоновим ратовима, а од 1812. до 1813. године је био квартирмајстор (начелник штаба) у корпусу Витгенштејна. Године 1812. године унапређен је у генерал-мајора због победе у бици код Полоцка. Крајем исте године је пресекао одступницу генерала Јорка фон Вартенбурга и принудио га да 30. децембра закључи Таурогенску конвенцију којом је неутралисан пруски контингент у саставу француске Велике армије. Учествовао је и у Руско-турском рату (1828—1829) као командант 2. армије. Дана 11. јуна тукао је Турке у бици код Кулевче. Након битке код Сливена (31. јул) приморао је Турке на закључење мира. За тај успех добио је назив „Забалкански“ и чин фелдмаршала. Био је главнокомандујући руских снага у гушењу Новембарског устанка у Пољској. Поразио је устанике код Грохува (25. фебруар 1831), али у бици од 26. маја код Остроленке, не постиже пресудан успех. Умро је исте године од колере.